# Пивденное (Донецкая область)
Пивде́нное, разг. Южное (укр. Південне; до 2016 года Ле́нинское) — посёлок в Торецкой городской общине Бахмутского района Донецкой области Украины.

## История
До 2016 года назывался Ленинское.
Посёлок до мая 2018 года был разделён линией разграничения сил в Донбассе на две части: западная под контролем украинского правительства, восточная — под контролем непризнанного государства ДНР.
В мае 2018 года («Ползучее наступление ВСУ») украинские военные заявили о взятии села под свой контроль.
07 июля 2024 года начались бои за посёлок между ВСУ и ВС РФ.

## Соседние населённые пункты
- СЗ: Пивничное
- С: Шумы
- СВ: Зайцево
- В, ЮВ: Горловка
- Ю: Широкая Балка
- ЮЗ: Нью-Йорк
- З: Железное

## Общие сведения
Почтовый индекс — 85293. Телефонный код — 6247.